# Płoskinia (gromada)
Płoskinia – dawna gromada, czyli najmniejsza jednostka podziału terytorialnego Polskiej Rzeczypospolitej Ludowej w latach 1954–1972.
Gromady, z gromadzkimi radami narodowymi (GRN) jako organami władzy najniższego stopnia na wsi, funkcjonowały od reformy reorganizującej administrację wiejską przeprowadzonej jesienią 1954 do momentu ich zniesienia z dniem 1 stycznia 1973, tym samym wypierając organizację gminną w latach 1954–1972.
Gromadę Płoskinia z siedzibą GRN w Płoskini utworzono – jako jedną z 8759 gromad na obszarze Polski – w powiecie braniewskim w woj. olsztyńskim na mocy uchwały nr 11 WRN w Olsztynie z dnia 4 października 1954. W skład jednostki weszły obszary dotychczasowych gromad Płoskinia, Lubnowo i Pielgrzymowo, ponadto miejscowości Tolkowiec, Demity, Świergudy i kolonia Tolkowiec z dotychczasowej gromady Tolkowiec oraz miejscowości Giedyle i Łojewo z dotychczasowej gromady Robuzy ze zniesionej gminy Płoskinia, a także miejscowości Dąbrowa, Bliżewo, Czosnowo, Darocin, Muły, Mułki i Szalmia z dotychczasowej gromady Dąbrowa ze zniesionej gminy Chruściel, w tymże powiecie. Dla gromady ustalono 14 członków gromadzkiej rady narodowej.
1 stycznia 1960 do gromady Płoskinia włączono wsie Długobór, Podlechy, Strubno i Łozy, osadę Wysoka Braniewska oraz PGR-y Długobór, Podlechy, Strubno i Wysoka Braniewska ze zniesionej gromady Pakosze w tymże powiecie.
31 grudnia 1967 z gromady Płoskinia wyłączono część obszaru PGL nadleśnictwo Rogity (15 ha), włączając ją do gromady Pieniężno; oraz część obszaru PGR Brzeszczyny (34 ha), włączając ją do gromady Braniewo – w tymże powiecie; do gromady Płoskinia włączono natomiast części obszarów PGR Szalmia i PGL nadleśnictwo Rogity (105 ha) z gromady Braniewo oraz część obszaru PGR Strubno i dwie części obszaru PGL nadleśnictwo Rogity (razem 208 ha) z gromady Pieniężno w tymże powiecie.
30 czerwca 1968 do gromady Płoskinia włączono wieś i PGR Jarzębiec ze zniesionej gromady Wola Lipowska w tymże powiecie.
1 stycznia 1969 do gromady Płoskinia włączono obszar o powierzchni 31,33 ha (znajdujący się przy granicy lasów państwowych Nadleśnictwa Młynary i wsi Dębiny i Bardyny) z gromady Wilczęta w powiecie pasłęckim w tymże województwie.
Gromada przetrwała do końca 1972 roku, czyli do kolejnej reformy gminnej. 1 stycznia 1973 w powiecie braniewskim reaktywowano gminę Płoskinia.